# Clubiona boxaensis
Clubiona boxaensis este o specie de păianjeni din genul Clubiona, familia Clubionidae, descrisă de Kalipada Biswas în anul 1992. Conform Catalogue of Life specia Clubiona boxaensis nu are subspecii cunoscute.